# 太麻里郷

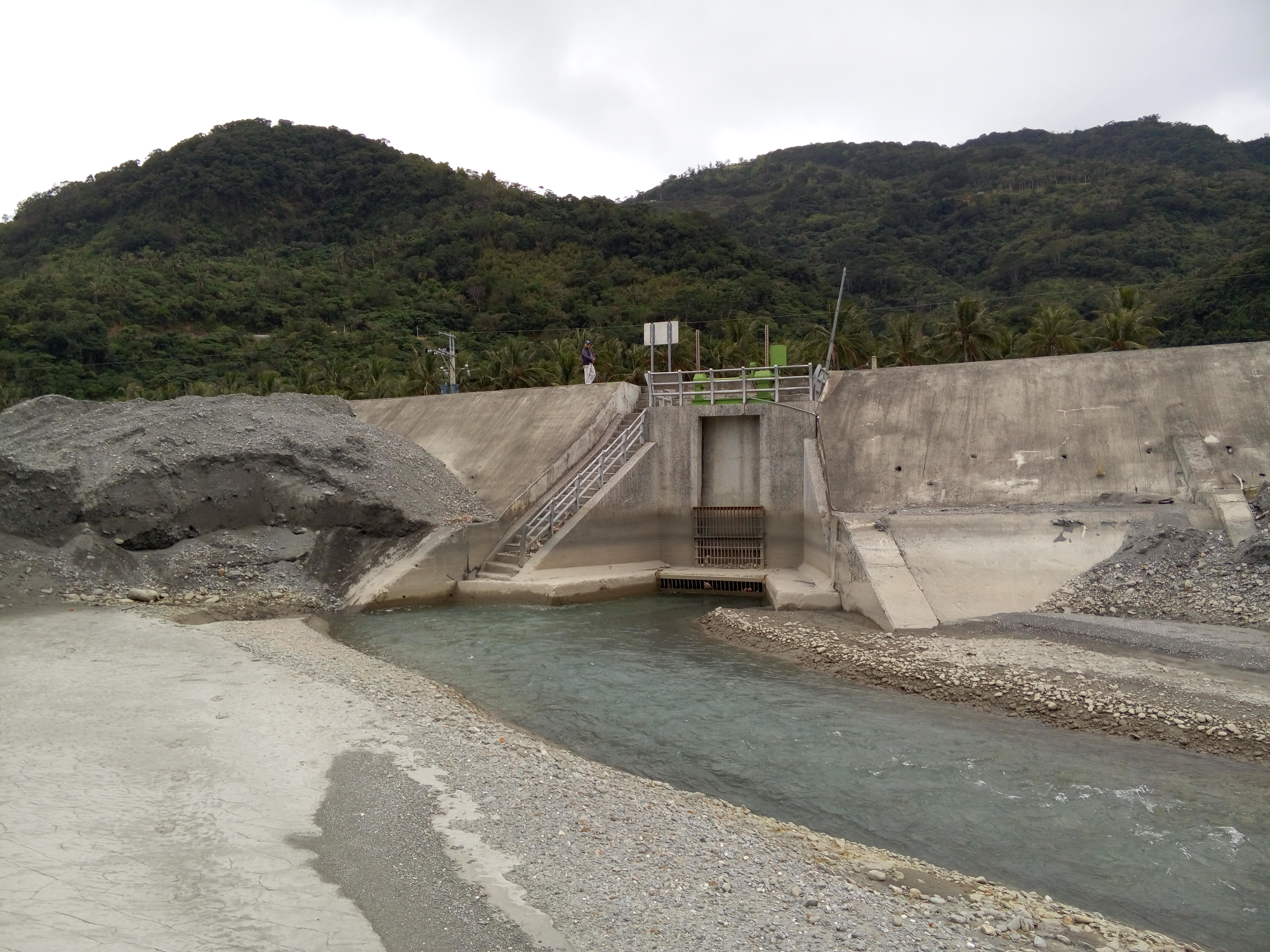
太麻里渓河畔の香蘭圳取水口

太麻里郷（タイマーリー/たまり-きょう）は台湾台東県の郷である。

## 地理
太麻里郷は台東県南東部に位置し、北は卑南郷、台東市と、西は金峰郷と、西南は達仁郷と、南は大武郷とそれぞれ接し、東は太平洋に面している。中央山脈を背にし、沿岸部の平原を除くと大部分が山地に属しており、最高海抜は2,000mに及ぶ。

## 歴史
太麻里郷は古くはパイワン族パナパナヤン社の居住地であり、太麻里（チャバリィ）という地名もパイワン語で「太陽が照りつける肥沃な土地」という意味である。「太麻里」という表現以外にも清代の文献の中で「兆猫里」、「朝猫籬」、「大猫狸」、「大麻里」とも記載されている。
日本統治時代になると台湾西部より漢人が移入するようになり、1920年の台湾地方制度改制の際に「太麻里區」が設置され、1937年に「太麻里庄」と改称、台東庁台東郡の管理となった。戦後は金崙郷の金崙村、多良村を編入した上、台東県太麻里郷と改編され現在に至っている。

## 行政区
| 村                                                                     |
| ---------------------------------------------------------------------- |
| 美和村、三和村、北里村、華源村、大王村、泰和村、香蘭村、金崙村、多良村 |

## 歴代郷長
| 代 | 氏名 | 任期 |
| -- | ---- | ---- |

## 教育

### 国民中学
- 台東県立大王国民中学
- 台東県立賓茂国民小学

### 国民小学
- 台東県立大王国民小学
- 台東県立香蘭国民小学
- 台東県立三和国民小学
- 台東県立美和国民小学
- 台東県立大渓国民小学

## 交通

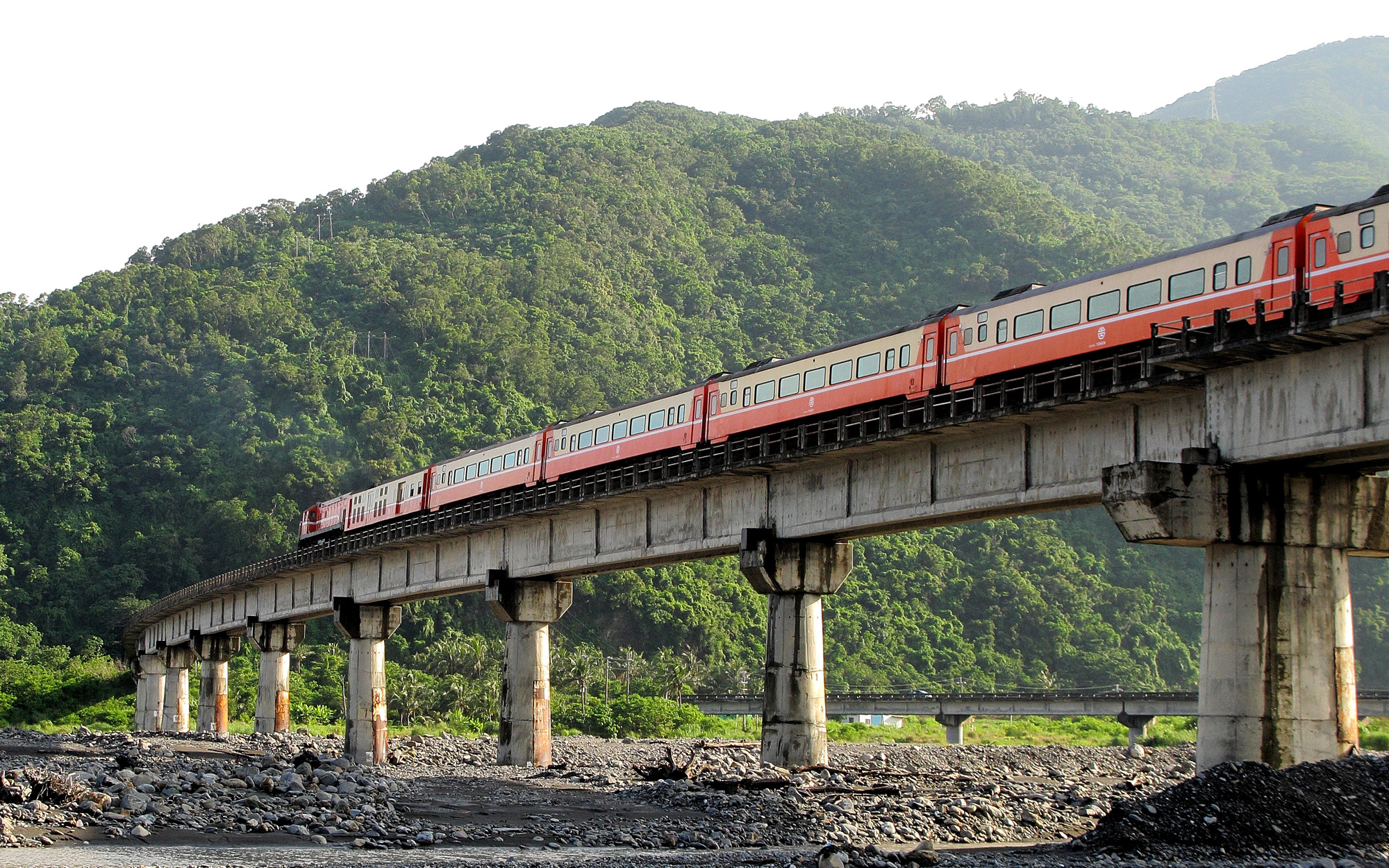
金崙渓に架かる南廻線金崙渓鉄橋。奥に見えるのは台9線の阡仔崙橋

| 種別 | 路線名称 | その他                 |
| ---- | -------- | ---------------------- |
| 鉄道 | 南廻線   | 太麻里駅 金崙駅 瀧渓駅 |
| 省道 | 台9線    | 南廻公路               |
| 省道 | 台11線   |                        |

## 観光
- 金崙温泉（中国語版）
- 白玉瀑布
- 金針山青山休閑農場
- 台湾山地人祖先発祥の地碑
- 三和海浜公園
- 大王集落
  - アワ収穫祭
  - 豊年祭
- 大馬力森林
- 白沙湾
- 旧多良駅